# André Nieri
André Nieri (Mogi Mirim, 1986) é um premiado guitarrista brasileiro, conhecido por seu trabalho com a banda do baterista Virgil Donati.
Formado no renomado Conservatório de Tatuí e professor de música na Musicians Institute de Los Angeles, André começou a ganhar notoriedade em 2011, quando se destacou ao vencer concursos de guitarra na internet, entre os mais importantes estão o French Guitar Contest de 2012 e o Guitar Idol de 2014. Em 2015, ele foi nomeado o Guitarrista do Ano pela Korea International College of Art.
Em 2021, André deixou os palcos para investir no mercado digital, movimento impulsionado pelo cenário da pandemia. Naquele ano, lançou o Finger Revolution, curso online que ganhou destaque entre guitarristas brasileiros. Pouco tempo depois, lançou uma versão em inglês, ampliando seu alcance para o público internacional.
Apesar de ter reduzido sua presença nos palcos, realizou apresentações esporádicas nos anos seguintes. 
Em 2025, os cursos deixaram de estar disponíveis para parte dos alunos. De acordo com relatos públicos em plataformas de reclamações online e redes sociais, diversos estudantes afirmaram ter perdido acesso ao conteúdo e não obter resposta do suporte.

## Discografia
Solo
- 2016 - Two Tone Sessions (Live)

Com Virgil Donati
- 2019 - Ruination

Com Alessandro Bertoni
- 2019 - Monarkeys (EP)

Participação em outros trabalhos
- 2021- Álbum Multiversal, do guitarrista Frank Solari (participação especial na faixa "Stargate")